# Spervuur (strip)
Spervuur is een Belgisch-Franse stripreeks die begonnen is in mei 2005. Alle albums zijn geschreven door Stephen Desberg, getekend door Francis Vallès en uitgegeven door Le Lombard.

## Albums
| Nummer | Titel                |
| ------ | -------------------- |
| 1      | De onmenselijken     |
| 2      | De evolutie          |
| 3      | India Allen          |
| 4      | Lucretia's oplossing |